# Brankovec
Brankovec (nemško Frankenberg) je naselje v Občini Velikovec v Okraju Velikovec na Koroškem v Avstriji.